# Eugene Odum
Eugene Pleasants Odum, född den 17 september 1913 in Newport, New Hampshire, död den 10 augusti 2002 i Athens, Georgia, var en amerikansk ekolog.
Odum, som var professor vid University of Georgia i Athens, var författare till Fundamentals of Ecology.

## Priser och utmärkelser
- 1987 Crafoordpriset (tillsammans med sin bror Howard T. Odum)
- 1977 Tyler Ecological Award